# Ectropis trilineata
Ectropis trilineata là một loài bướm đêm trong họ Geometridae.